# Verin Karmiraghbyur
Verin Karmir Aghbyur là một đô thị thuộc tỉnh Tavush, Armenia. Dân số ước tính năm 2011 là 1714 người.